# Mihaela Purdea
Sabina Mihaela Purdea (ur. 17 grudnia 1982 w Bystrzycy) – rumuńska biathlonistka, olimpijka. Zadebiutowała w biathlonie w rozgrywkach Pucharu Europy w roku 2004.
Starty w Pucharze Świata rozpoczęła zawodami w Oberhofie w roku 2005, zajmując 74. miejsce w sprincie. Jej najlepszy dotychczasowy wynik w Pucharze świata to 28. miejsce w sprincie w Hochfilzen w sezonie 2008/09.
Podczas Igrzysk Olimpijskich w Turynie 2006 zajęła 75. miejsce w biegu indywidualnym i 77. w sprincie.
Podczas Mistrzostw świata w roku 2005 w Hochfilzen zajęła 81. miejsce w sprincie i 68 w biegu indywidualnym. Na Mistrzostwach świata w roku 2007 w Antholz-Anterselva zajęła 60. miejsce w biegu indywidualnym, 70 w sprincie i 11 w sztafecie. Na Mistrzostwach świata w roku 2008 w Östersund zajęła 53. miejsce w biegu indywidualnym, 48. w sprincie, 47. w biegu pościgowym oraz 11. w sztafecie. Na Mistrzostwach świata w roku 2009 w Pjongczangu zajęła 44. miejsce w sprincie i nie dobiegła do mety w biegu pościgowym.

## Osiągnięcia

### Igrzyska Olimpijskie
- 2006 Turyn – 75. (bieg indywidualny), 77. (sprint)

### Mistrzostwa świata
- 2005 Hochfilzen – 81. (sprint), 68. (bieg indywidualny)
- 2007 Anterselva – 60. (bieg indywidualny), 70. (sprint) 11. (sztafeta)
- 2008 Östersund – 53. (bieg indywidualny), 48. (sprint), 47. (bieg pościgowy), 11. (sztafeta)
- 2009 P'yŏngch'ang – 75. (bieg indywidualny), 44. (sprint), 8. (sztafeta)

### Puchar Świata

#### Miejsca w klasyfikacji generalnej
| Sezon     | Miejsce |
| --------- | ------- |
| 2008/2009 | 83.     |
| 2009/2010 | 70.     |